# Peter Norlander
Peter Norlander, född 31 mars 1950 i Lerum, är en svensk före detta racerförare.

## Racingkarriär
Norlander tävlade från början i Volvo 140 Cup Sweden, innan han blev mästare i Standard Racing Sweden 1976 i en Opel Kadett GTE. Därefter gick han vidare till det som senare blev Camaro Cup; Super Star Cup Sweden i en Chevrolet Camaro. I detta mästerskap tog han två titlar, innan fler och fler bilmärken blev tillåtna, vilket ledde till att Super Saloon Sweden skapades. I det sistnämnda blev han mästare 1982.
| År   | Klass/Mästerskap          | Team                              | Bil                  | Totalt/poäng | Bästa placering |
| ---- | ------------------------- | --------------------------------- | -------------------- | ------------ | --------------- |
| 1973 | Volvo 140 Cup Sweden      | ?                                 | Volvo 142            | -/0p         | ?               |
| 1974 | Volvo 140 Cup Sweden      | ?                                 | Volvo 142            | -/0p         | ?               |
| 1975 | Volvo 140 Cup Sweden      | ?                                 | Volvo 142            | 4:a/?p       | ?               |
| 1975 | Volvo 140 Cup Scandinavia | ?                                 | Volvo 142            | 4:a/?p       | ?               |
| 1976 | Standard Racing Sweden    | ?                                 | Opel Kadett GTE      | 1:a/?p       | ?               |
| 1977 | Puss&Kram Super Star Cup  | Team Västkuststugan               | Chevrolet Camaro     | -/0p         | ?               |
| 1978 | Tretorn Super Star Cup    | Team Västkuststugan/Magnum Racing | Chevrolet Camaro     | 3:a/?p       | ?               |
| 1979 | Tretorn Super Star Cup    | Team Västkuststugan/Magnum Racing | Chevrolet Camaro Z28 | 1:a/?p       | ?               |
| 1980 | Super Star Cup Sweden     | Team Västkuststugan/Magnum Racing | Chevrolet Camaro Z28 | 1:a/44p      | ?               |
| 1981 | Super Star Cup Sweden     | Team Västkuststugan/Magnum Racing | Chevrolet Camaro Z28 | 2:a/?p       | ?               |
| 1982 | Super Saloon Sweden       | Team Top-Print/Magnum Racing      | Chevrolet Camaro     | 1:a/?p       | ?               |